# Halikko
Halikko è stato un comune finlandese di 9 636 abitanti, situato nella regione del Varsinais-Suomi. Il comune è stato soppresso nel 2009 ed accorpato al comune di Salo.